# Алаппужа (округ)
Алаппужа — округ у штаті Керала, Індія. Площа округу становить 1.414 км², а населення 2127789 осіб (станом на 2011).

## Демографія
Із 2127789 мешканців округу 1013142 (47.6 %) становлять чоловіки та 1114647 (52.4 %) становлять жінки. В окрузі зареєстровано 535958 домогосподарств (із яких 53.6 % у містах та 46.4 % у селах). У містах проживає 1148146 осіб (54.0 %), а в селах 979643 осіб (46.0 %). Грамотними є 1852797 осіб (87.1 %), а неграмотними 274992 осіб (12.9 %). Грамотними є 87.9 % чоловіків та 86.3 % жінок.

## Міста
- Алаппужа
- Амбалаппужа
- Ароокутті
- Ароор
- Чаруммоод
- Ченґаннур
- Чертхала
- Четтікуланґара
- Гаріпад
- Кадампур
- Каямкулам
- Коккаманґалам
- Коккотхаманґалам
- Коллакадаву
- Комалапурам
- Марарікулам-Нортх
- Мавеліккара
- Мугамма
- Нанґіаркуланґара
- Паданілам
- Паллікал, Мавеліккара
- Тхумполі
- Тхуравоор, Чертхала
- Веллакінар